# فاديم كرافشينكو
فاديم كرافشينكو (الروسية: Кравченко, Вадим Владимирович) (و. 1969  م) هو راكب دراجة هوائية كازاخستاني، ولد في ألماتي، شارك في الألعاب الأولمبية الصيفية 1996.

## روابط خارجية
- فاديم كرافشينكو على موقع أرشيف الدراجات (الإنجليزية)
- فاديم كرافشينكو على موقع إحصائيات الدراجات الإحترافية (الإنجليزية)
- فاديم كرافشينكو على موقع نسبة الدراجات (الإنجليزية)
- فاديم كرافشينكو على موقع أوليمبيديا (الإنجليزية)